# Edita Angyalová
Edita Angyalová (Košice, 8 de agosto de 1979) es una política eslovaca, exdiputada del Consejo Nacional.

## Carrera política
En 2002, fue elegida parlamentaria por la lista Dirección – Socialdemocracia a la edad de 23 años después de ganar un concurso de ensayo organizado por el partido mientras aún estudiaba Negocios en la Universidad de Economía de Bratislava junto con otro ganador, Róbert Madej.  No fue reelegida en las elecciones parlamentarias eslovacas de 2006, pero obtuvo un mandato como reemplazo de Marek Maďarič, quien renunció a su cargo para ocupar el de Ministro de Cultura. El 30 de abril de 2007 renunció y abandonó la política para seguir una carrera en el sector privado.  En 2012, se convirtió en la primera mujer política eslovaca en salir del armario como persona homosexual, admitiendo que anteriormente había abandonado la política para evitar la atención negativa sobre su vida personal.  